# Mahalia Jackson
Mahalia Jackson (n. 26 octombrie 1911, parohia Orleans⁠(d), Louisiana, SUA – d. 27 ianuarie 1972, Evergreen Park⁠(d), Illinois, SUA) a fost o cântăreață Gospel americană. Ea a crescut în New Orleans unde a început să cânte într-o biserică baptistă. În 1928 s-a mutat în Chicago, unde a făcut parte din grupul Johnson Brothers, unul din primele grupuri profesioniste de muzică Gospel.